# 古魯古山 (埃納雷斯堡)

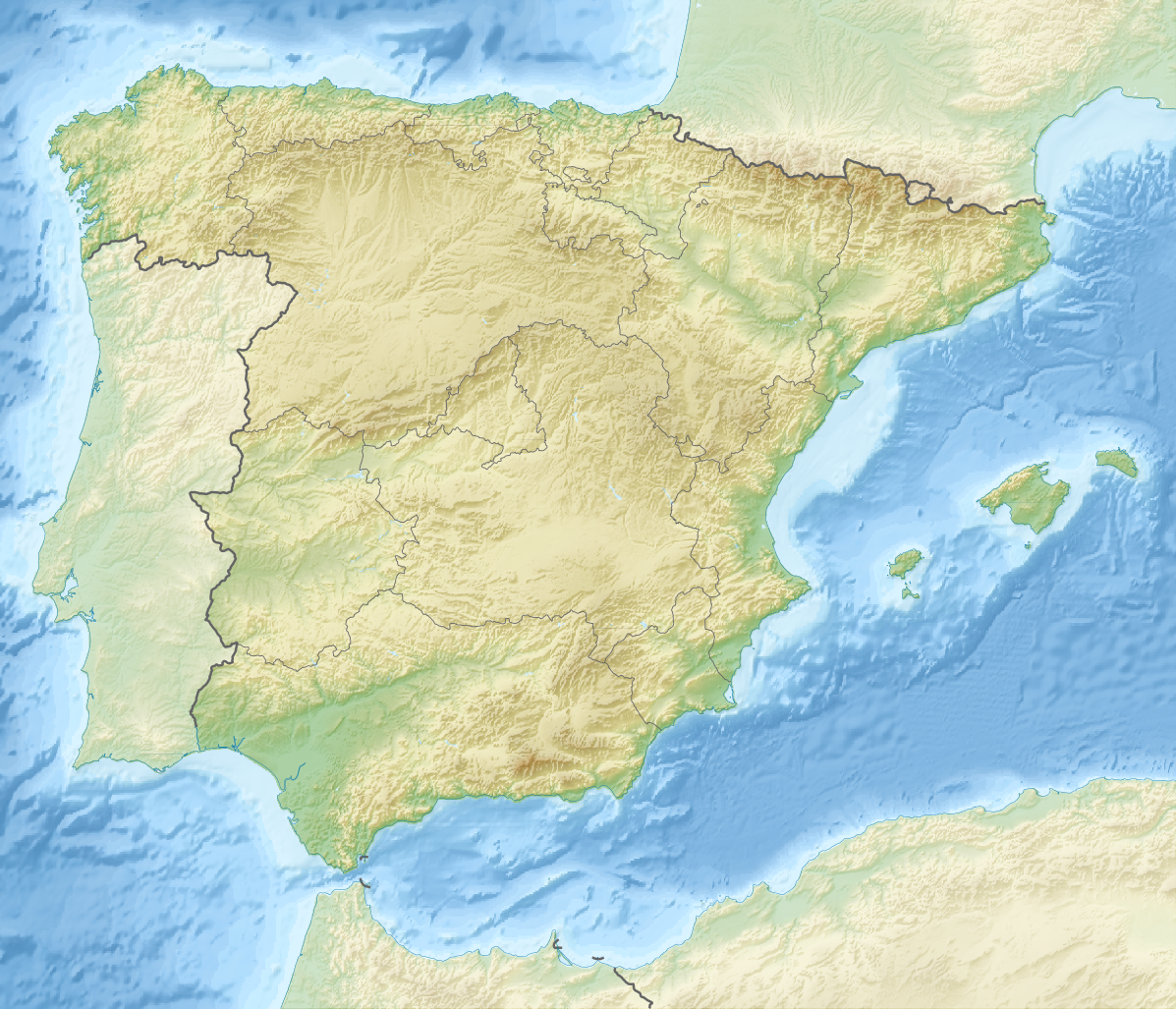

古魯古山是西班牙的山峰，位於該國中部馬德里自治區埃納雷斯堡，屬於中央山脈的一部分，海拔高度711米，該山體由土質地層形成。